# Свейзі (Індіана)
Свейзі (англ. Swayzee) — місто (англ. town) в США, в окрузі Грант штату Індіана. Населення — 918 осіб (2020).

## Географія
Свейзі розташоване за координатами 40°30′24″ пн. ш. 85°49′28″ зх. д. / 40.50667° пн. ш. 85.82444° зх. д. (40.506642, -85.824307).  За даними Бюро перепису населення США в 2010 році місто мало площу 1,21 км², уся площа — суходіл.

## Демографія
Згідно з переписом 2010 року, у місті мешкала 981 особа в 393 домогосподарствах у складі 289 родин. Густота населення становила 808 осіб/км².  Було 426 помешкань (351/км²).
Расовий склад населення:
| - 97,7 % — білих - 0,3 % — корінних американців - 0,3 % — чорних або афроамериканців - 0,1 % — азіатів |

До двох чи більше рас належало 1,4 %. Частка іспаномовних становила 1,3 % від усіх жителів.
За віковим діапазоном населення розподілялося таким чином: 25,8 % — особи молодші 18 років, 57,9 % — особи у віці 18—64 років, 16,3 % — особи у віці 65 років та старші. Медіана віку мешканця становила 40,0 року. На 100 осіб жіночої статі у місті припадало 94,6 чоловіків;  на 100 жінок у віці від 18 років та старших — 93,6 чоловіків також старших 18 років.
Середній дохід на одне домашнє господарство  становив 55 599 доларів США (медіана — 50 700), а середній дохід на одну сім'ю — 63 552 долари (медіана — 60 000). Медіана доходів становила 46 250 доларів для чоловіків та 28 636 доларів для жінок. За межею бідності перебувало 12,4 % осіб, у тому числі 28,4 % дітей у віці до 18 років та 6,5 % осіб у віці 65 років та старших.
Цивільне працевлаштоване населення становило 420 осіб. Основні галузі зайнятості: освіта, охорона здоров'я та соціальна допомога — 25,0 %, виробництво — 19,8 %, роздрібна торгівля — 12,9 %, публічна адміністрація — 9,0 %.